# Relations entre la Tchéquie et l'Union européenne
Les relations entre la Tchéquie et l'Union européenne sont des relations verticales impliquant l'organisation supranationale et un de ses États membres. L’Union européenne reste la priorité de la diplomatie tchèque.

## Historique

### Phase d'adhésion
La République tchèque a rejoint le premier groupe des pays adhérents et clôturé les négociations lors du  Conseil européen de Copenhague, les 13 et 14 décembre 2002. Elle a signé le traité d'adhésion le 16 avril 2003 à Athènes et l'a ratifié massivement (plus de 77 % de oui) lors du référendum des 13 et 14 juin 2003. Son adhésion est devenue effective le 1er mai 2004.

## Positionnement
La République tchèque a ratifié le traité de Lisbonne à la suite du vote de ses deux chambres : Chambre des députés (République tchèque)Chambre des députés, le 18 février 2009 (par 125 voix contre 61) et Sénat le 6 mai 2009 (par 54 voix contre 20).
La République tchèque soutient en particulier la poursuite de la politique européenne de voisinage et souhaite prendre une part active dans la PESC et la PESD. Elle est attentive aux aspects concrets des politiques de l’Union européenne : budget européen, liberté de circulation des personnes, économie de la connaissance, culture et éducation, énergie, etc.

## Sources

## Compléments